# Алоїс Вальде
Алоїс Вальде (нім. Alois Walde, * 30 листопада 1869, Інсбрук — † 3 жовтня 1924, Кенігсберг) — австрійський мовознавець, фахівець з індоєвропеїстики.

## Біографія
Вивчав класичну філологію та мовознавство в Інсбрукському університеті, де в 1894 році захистив докторську дисертацію. З 1895 року працював бібліотекарем в університетській бібліотеці Інсбрука. Паралельно викладав мовознавство в цьому ж університеті. З 1909 року перейшов на посаду професора в Гіссенський університет. Як наступник свого вчителя Фрідріха Штольца повернувся в 1912 року до Інсбрукського університету. З 1917 року — член Австрійської академії наук. З 1922 року — професор Кенігсберзького університету. Помер 3 жовтня 1924 року.
Зробив великий внесок у розробку ларингальної теорії та дослідження лексики індоєвропейських мов. У доробку вченого — багатотомний етимологічний словник, що досі є незамінною працею для вивчення індоєвропейських мов.

## Праці
- Alois Walde: Lateinisches etymologisches Wörterbuch. 1 Auflage. Winter, Heidelberg 1906 (Letzte (5.) Auflage 1982  in drei Bänden mit Johann B. Hoffmann).
- Alois Walde, Julius Pokorny (Hrsg.): Vergleichendes Wörterbuch der indogermanischen Sprachen. 3 Auflage. de Gruyter, Berlin 1973, ISBN 978-3-11-004556-7 (Drei Bände. Erste Auflage 1927 und 1932 in zwei Bänden).